# Un caballero andaluz
Un caballero andaluz és un melodrama espanyol de 1954 dirigit per Luis Lucia Mingarro.

## Argument
Després de la mort del seu únic fill, Juan Manuel de Almodóvar, un ric ramader (Jorge Mistral) aconsegueix sortir de la depressió gràcies a la simpatia de Colorín, una gitana cega (Carmen Sevilla) que canta i balla per a mantenir als seus germans. El ramader, adonant-se de la misèria i l'endarreriment en el qual viu aquesta ètnia, fundi una llar d'acolliment, però les despeses són enormes així que decideix tornar a ser rejoneador per a millorar la seva fundació.

## Cançons
El film conté cinc cançons i un número musical que es desenvolupa en la imaginació de la protagonista.

## Repartiment
- Jorge Mistral com el ric ramader.
- Carmen Sevilla com la gitana cega.
- Jaime Blanch
- Manuel Luna
- José Isbert
- Casimiro Hurtado
- Julia Caba Alba
- Irene Caba Alba

## Premis
La pel·lícula va aconseguir un premi econòmic de 150.000 ptes, als premis del Sindicat Nacional de l'Espectacle de 1954.